# اوفرزه
اوفرزه (به آلمانی: Oeversee) یک شهر در آلمان است که در اشلسویگ-فلنسبورگ واقع شده‌است. اوفرزه ۳٬۴۰۳ نفر جمعیت دارد.